# کاژیمیش دوم

کاژیمیش دوم ملقب به عادل (لهستانی: Kazimierz II Sprawiedliwy؛ ‏ تلفظ لهستانی: [kaˈʑimjɛʂ]) او دوک لهستان سفلی از ۱۱۷۷ میلادی تا زمان مرگش بود. او همچنین فرمانروای دوک‌نشین کراکوف و حاکم کلیه لهستان در سال ۱۱۷۷ میلادی گردید. او این مقام را تا زمان مرگش در اختیار داشت و تنها وقفه به وجود آمده در این دوره، بر اثر شورش برادر بزرگتر او، میشکو سوم، اتفاق افتاد. در سال ۱۱۸۶ میلادی، او حکومت دوک‌نشین مازوویا را از برادرزاده‌اش گرفت و بدین ترتیب، تبدیل به نیای سلسله خاندان پیاست در مازوویا شد. لقب عادل که به دنبال اسم او می‌آید، متعلق به دوره او نیست بلکه در قرن ۱۶ میلادی مطرح گردید.